# 도쿄 일렉트론
도쿄 일렉트론 주식회사(東京エレクトロン株式会社)는 반도체, 디스플레이 장비를 연구,개발,생산하는 세계적인 반도체 장비 대기업이다. 반도체 장비 분야에서 일본 1위 세계 3위이며  TOPIX Core 30 선정기업이다. 약칭은 TEL.

## 개요
B2B기업이라 일반인들에겐 잘 알려져 있진않지만 반도체 장비 업계에선 미국의 어플라이드 머티어리얼즈, 램리서치, 네덜란드의 ASML와 함께 세계 4대 기업이라고 불린다.특히, AMAT(어플라이드 머티어리얼즈)와 비슷하게, 많은 공정에서 점유율이 1,2위이기 때문에 이 회사의 장비를 거치지 않은 반도체는 없다. 이 회사가 망하면 반도체를 못 만든다는 얘기. 매출의 대부분이 해외 매출이기 때문에 해외 의존도가 상당하다. 주로 한국의 삼성전자, 미국의 인텔 , 대만의 TSMC등과 거래를 하고있다. 이러한 배경때문에 한국의 주력 사업인 반도체 산업을 뒷받침 하는데도 큰 역할을 하고있다.

## 역사
- 1963년 일본 방송사 TBS의 계열사로 설립되어 사업 초기 라디오 생산.
- 1965년부터 집적 회로 관련 제품을 취급하기 시작.
- 1980년 도쿄증권거래소 제 2부 상장.
- 1983년 미국의 램 리서치와 합병회사(テル・ラム）설립.
- 1984년 도쿄증권거래소 제 1부 상장.
- 1990년 FPD(Flat Panel Display)사업 시작.
- 2012년 스위스의 Oerlikon Solar사 매수
- 2013년 미국의 어플라이드 머티어리얼즈 사와 합병하여 에테리스(Eteris)라는 법인을 출범하려 하였으나, 반독점법에 의해 무산.

## 사업 내용
반도체 공정에서 필요한 주요 장비들을 개발, 생산한다. 특히 코터/디벨로퍼 시장에서는 전 세계 91%의 점유율을 자랑한다. 반도체 제조장비 외에도 FPD(Flat Panel Display)제조 장치 개발을 하고있지만, 거의 반도체 산업이 주다.

## 일본 국내 거점
- 도쿄 일렉트론 테크놀로지 솔루션즈 - 열처리 성막 장치, 매엽 성막 장치, 가스 케미컬 에칭 장치, 테스트 시스템, FPD 플라즈마 에칭/애싱 장치의 개발·제조.
- 도쿄 일렉트론 큐슈 - 코터/디벨로퍼, 세정장치, FPD 코터/디벨로퍼의 개발·제조
- 도쿄 일렉트론 미야기- 플라즈마 애칭 개발·제조
- 도쿄 일렉트론 디바이스 - 산업용 전자 제품의 설계·개발, 반도체 전자 디바이스 및 정보 통신 기기의 판매, 보수
- 도쿄 일렉트론 FE - 장치의 설치 , 보수
- 도쿄 일렉트론 BP - 물류, 시설관리, 급여, 복리후생, 오피스 지원
- 도쿄 일렉트론 에이전시 - 보험대리

## 해외 거점
일본 외에도 대한민국, 미국, 대만 등 18개국에 27지사, 77거점을 둔다.

## 같이 보기
- ASML
- 어플라이드 머티어리얼즈
- 램 리서치